# 磐南バイパス
磐南バイパス（ばんなんバイパス）は、静岡県磐田市南部を横断する国道150号バイパスである。

## 概要
2008年3月18日開通。請負新田から鮫島までの1.6 km区間のバイパス道路で、福田・竜南工業団地へのアクセス向上の他、国道150号線の渋滞解消が期待されている。

## 歴史
- 2008年（平成20年）3月18日 - 開通[1]。

## 地理

### 通過する自治体
- 静岡県
  - 磐田市

### 交差する道路
- 掛塚バイパス

### 沿線にある施設など
- 竜洋昆虫自然観察公園
- 浜松シーサイドゴルフクラブ